# برج (عکار)
برج (انگلیسی: Borj, Akkar) یک شهرک در استان عکار کشور لبنان است.